# Лодзя (Куявсько-Поморське воєводство)
Лодзя (пол. Łodzia) — село в Польщі, у гміні Садки Накельського повіту Куявсько-Поморського воєводства.
Населення — 303 особи (2011).
У 1975-1998 роках село належало до Бидгощського воєводства.

## Демографія
Демографічна структура станом на 31 березня 2011 року:
|          | Загалом | Допрацездатний вік | Працездатний вік | Постпрацездатний вік |
| -------- | ------- | ------------------ | ---------------- | -------------------- |
| Чоловіки | 166     | 39                 | 113              | 14                   |
| Жінки    | 137     | 19                 | 96               | 22                   |
| Разом    | 303     | 58                 | 209              | 36                   |